# 新彼得里夫卡 (海尼切斯克區)
47°3′54″N 34°24′59″E / 47.06500°N 34.41639°E
新彼得里夫卡（烏克蘭語：Новопетрівка）是位於烏克蘭南部的村莊，由赫爾松州海尼切斯克區的下錫羅霍濟市鎮負責管轄。該村始建於1887年，面積29.2平方公里，海拔高度69米，2001年人口578，人口密度每平方公里19.8人。